# Abbazia di Mont-Saint-Éloi
L'abbazia di Mont-Saint-Éloi, presso Arras, è un antico monastero di canonici regolari di Sant'Agostino.

## Storia
Secondo la tradizione, nel 678 san Vindiciano, vescovo di Cambrai, stabilì una piccola comunita dedita alle attività apostoliche in un romitaggio dove, già attorno al 630, sant'Eligio si ritirava a pregare: alla sua morte, secondo le sue disposizioni, nel 693 Vindiciano fu sepolto in questo antico romitaggio che prese il nome di abbazia di Saint-Vindicien du Mont-Saint-Éloi.
Nel 940, secondo testimonianze non accertate (un documento sulla ricognizione delle reliquie di san Vindiciano operata da Fulberto, vescovo di Arras), Mont-Saint-Éloi era una chiesa collegiata con otto canonici ed era dedicata ai santi Pietro e Paolo, a santa Maria e a san Vindiciano.
La comunità fu probabilmente riformata dal vescovo Lieberto nel 1066 o nel 1068: è invece certo che papa Gregorio VII abbia confermato i privilegi dell'abbazia di canonici regolari di Sant'Agostino di Mont-Saint-Éloi nel 1070, ritenuto talvolta erroneamente l'anno di fondazione.
L'abbazia ebbe un notevole ruolo pastorale nei riguardi dei priorati e delle parrocchie che da essa dipendevano (il più importante era il priorato di Aubigny-en-Artois, la cui dipendenza Mont-Saint-Éloi fu confermata da Teodorico di Alsazia, conte di Fiandra, prima del 1168).
Mont-Saint-Éloi fu anche un notevole centro spirituale e intellettuale: dal monastero, soprattutto nel XII secolo, provennero numerosi magister di teologia della Sorbona; presso l'abbazia era operante uno scriptorium, da cui proviene un gruppo di 61 manoscritti realizzati tra l'XI e il XV secolo conservati ad Arras.
Dall'abbazia di Mont-Saint-Éloi uscirono Giovanni di Warneton, vescovo di Thérouanne, Ursione, vescovo di Verdun, Guglielmo, vescovo di Vaison, Pietro da Collemezzo, arcivescovo di Rouen e cardinale-vescovo di Albano; anche il futuro papa Adriano IV in gioventù era entrato nell'abbazia.
Negli ultimi secoli della sua esistenza l'abbazia la vita spirituale decadde. Nel 1790 la comunità di Mont-Saint-Éloi contava 23 canonici regolari, molti dei quali accettarono di prestare il giuramento secondo la Costituzione civile del clero.
L'abbazia fu acquistata da Lemaire di Agny nel 1793 e successivamente distrutta. L'ultimo abate, Augustin Laignel, fu ghigliottinato ad Arras il 24 aprile 1794; insieme a lui salì al patibolo suo fratello Philippe, monaco benedettino a Saint-Vaast.